# Радунська вулиця
Раду́нська ву́лиця — вулиця в Деснянському районі міста Києва, житловий масив Вигурівщина-Троєщина. Пролягає від вулиці Миколи Лаврухіна до Милославської вулиці.
Прилучаються вулиці Градинська, Лісківська, Будищанська, Володимира Беца.

## Історія
Вулиця виникла на початку 1990-х років під назвою Нова. Сучасна назва — з 1991 року, походить від історичної місцевості Радунь.

## Визначні місця
Однією з цікавинок Радунської вулиці є розташований у будинку № 26 Казковий під'їзд, створений зусиллями художниці Тетяни Піки за допомогою та участю жителів будинку.